# Bầu cử tổng thống Iran 2009
Bầu cử tổng thống lần thứ 10 của Iran được tổ chức vào ngày 12 tháng 6 năm 2009. Tổng thống Iran là vị trí cao nhất được bầu cử phổ thông, nhưng không điều khiển chính sách ngoại giao lẫn lực lượng quân đội. Các ứng viên phải được Hội đồng Vệ binh, một cơ quan gồm 12 thành viên bao gồm sáu giáo sĩ (do Lãnh đạo Tối cao Iran lựa chọn), và sáu luật sư (do người đứng đầu hệ thống tư pháp Iran đề cử và được bầu lên trong Nghị viện).
Cơ quan Thông tấn Cộng hòa Hồi giáo, cơ quan thông tấn chính thức của Iran, đã thông báo với hai phần ba số phiếu được kiểm, tổng thống đương nhiệm là Mahmoud Ahmadinejad đã giành chiến thắng với tỷ lệ 63% số phiếu, và Mir-Hossein Mousavi nhận được 33%. Nhiều hãng truyền thông quốc tế, Liên Hợp Quốc, Liên minh châu Âu (chủ yếu là Vương quốc Anh, Pháp và Đức), Hoa Kỳ, Nhật Bản và các nước phương Tây khác đã biểu lộ sự lo ngại và chỉ trích về tình trạng được cho là gian lận bầu cử, kiểm duyệt và sự hung bạo của cảnh sát khi chống lại những cuộc biểu tình diễn ra ở khắp Iran. Trong khi đó nhiều quốc gia thành viên của Liên đoàn Ả Rập, cũng như Nga, Trung Quốc, Ấn Độ và Brasil đã chúc mừng cho chiến thắng của Ahmadinejad.
Ông Mousavi nói rằng, "Tôi cảnh cáo rằng tôi sẽ không đầu hàng trò chơi này," và kêu gọi những người ủng hộ ông chống lại quyết định cũng như tránh những hành động bạo lực. Những cuộc biểu tình, ủng hộ Mousavi và phản đối nghi ngờ gian lận, đã nổ ra ở Tehran. Lãnh đạo tối cao Ayatollah Ali Khamenei kêu gọi đất nước hợp nhất dưới quyền Ahmadinejad, gọi sự thắng lợi của ông là "sự ước định thiêng liêng". Mousavi đưa ra lời chống án chính thức đối với kết quả lên Hội đồng Vệ binh vào ngày 14 tháng 6. Vào ngày 15 tháng 6, Khamenei thông báo sẽ có một cuộc điều tra về cáo buộc gian lận bầu cử, và sẽ mất chừng bảy đến mười ngày. Vào ngày 16 tháng 6, Hội đồng Vệ binh thông báo sẽ kiểm lại phiếu. Tuy nhiên, Mousavi nói rằng đã có 14 triệu phiếu chưa được kiểm đã biến mất, dẫn đến khả năng tác động đến kết quả.

## Ứng cử viên
Vào ngày 20 tháng 5 năm 2009, Hội đồng Vệ binh công bố chính thức danh sách các ứng cử viên được chấp nhận, và loại một số ứng viên đã đăng ký.

### Các ứng cử viên được chấp nhận
Bảo thủ
- Mahmoud Ahmadinejad, đương kim
- Mohsen Rezaee, cựu Tổng tư lệnh Vệ binh Cách mạng Iran và là tổng thư ký đương nhiệm của Hội đồng Biệt Lý

cải cách
- Mehdi Karroubi, cựu Phát ngôn viên của Đảng Majlis
- Mir-Hossein Mousavi, Thủ tướng Iran cuối cùng

### Các ứng cử viên bị loại
Bảo thủ
- Rafat Bayat, đại diện nữ của đảng Majlis đến từ Zanjan[17]

Độc lập
- Akbar Alami, cựu đại diện Majlis đến từ Tabriz[18][19]
- Ghasem Sholeh-Saadi, cựu đại diện Majlis[20]

## Kết quả
Cuộc bầu cử chứng kiến những hoạt động tranh cử sôi nổi ở các thành phố Iran, và số lượng người đi bầu là rất cao với báo cáo có hơn 80 phần trăm nhân dân. Nếu không có ứng cử viên nào dành đa số ủng hộ, một cuộc bỏ phiếu vòng hai sẽ ra vào ngày 19 tháng 6 năm 2009. Đến cuối thời điểm bỏ phiếu, cả hai ứng cử viên dẫn đầu, Mahmoud Ahmadinejad và Mir-Hossein Mousavi, đều tuyên bố thắng cuộc, cả hai đều nói với báo chí rằng nguồn tin tức của họ báo họ được từ 58–60% tổng số phiếu. Các báo cáo ban đầu cho thấy có khoảng 32 triệu phiếu được bỏ.
|                                                                       | Abadgaran               | Mahmoud Ahmadinejad     | 24.527.516 | 62,63%  |
|                                                                       | Cải cách độc lập        | Mir-Hossein Mousavi     | 13.216.411 | 33.75%  |
|                                                                       | Bảo thủ độc lập         | Mohsen Rezaee           | 678.240    | 1,73%   |
|                                                                       | Etemad-e-Melli          | Mehdi Karroubi          | 333.635    | 0,85%   |
| Phiếu hợp lệ                                                          | Phiếu hợp lệ            | Phiếu hợp lệ            | 38.755.802 | 98,95%  |
| Trắng hoặc không hợp lệ                                               | Trắng hoặc không hợp lệ | Trắng hoặc không hợp lệ | 409.389    | 1,05%   |
| Tổng cộng                                                             | Tổng cộng               | Tổng cộng               | 39.165.191 | 100,00% |
| Số người đi bầu                                                       | Số người đi bầu         | Số người đi bầu         | 85%        | 85%     |
| Nguồn: BBC Ba Tư Cập nhật cuối: 05:16, ngày 25 tháng 6 năm 2009 (UTC) |                         |                         |            |         |

Kết quả từ từng địa phương:

## Hệ quả

### Biểu tình

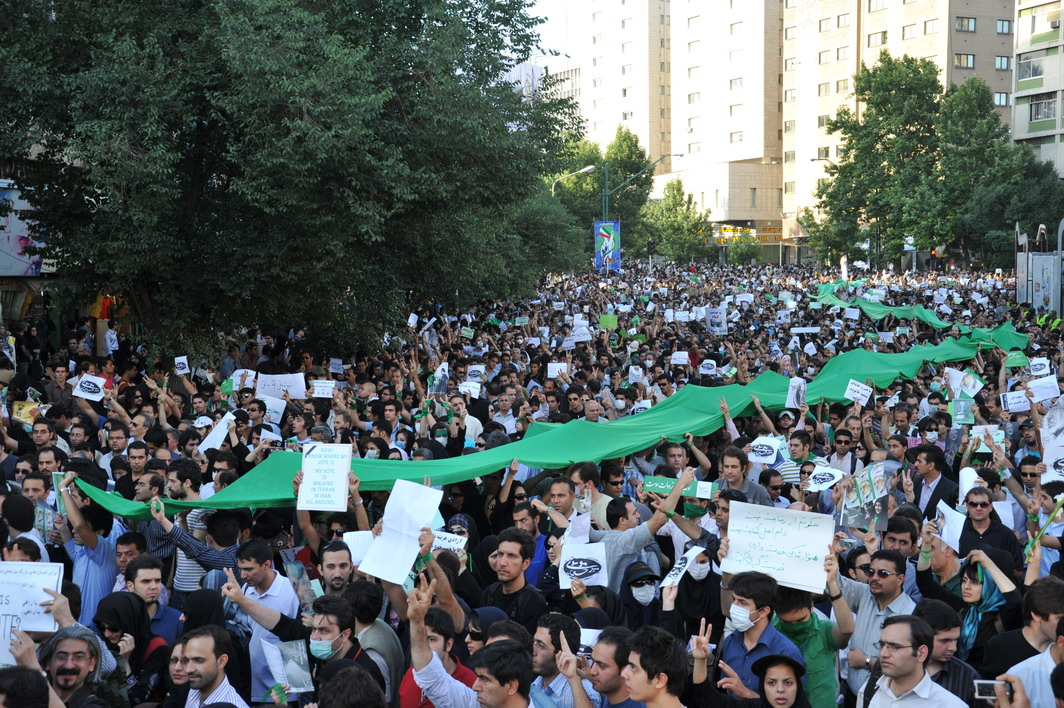
Biểu tình phản đối chính phủ Ahmadinjad tại Iran ngày 16 tháng 6 năm 2009

Sau khi kết quả được công bố, ông Mir-Hossein Mousavi đã nêu nghi vấn là cuộc bầu cử bị gian lận.
Nhiều người Iran, đặc biệt là giới trẻ, đã tham gia biểu tình khắp các đường phố lớn của Iran, bất chấp những hàng rào cảnh sát đan dày đặc để chống bạo động. Người biểu tình ném đất đá vào cảnh sát, đốt lốp xe trên đường phố và xô đẩy hàng rào cảnh sát ở nhiều tuyến đường. Hàng ngàn người đã xuống đường phản đối kết quả, dựng và đốt các hàng rào trên phố xá Tehran và đụng độ với cảnh sát dù cho ông Mir Hossein Mousavi, ứng cử viên theo phe cải cách đã kêu gọi những người ủng hộ tránh bạo lực. Ông Mousavi cho rằng: "Các vi phạm bầu cử là rất nghiêm trọng và việc các bạn tỏ thất vọng là đúng". Thế nhưng tôi kêu gọi các bạn không gây tổn hại cho bất cứ cá nhân hay nhóm người nào."
Trước đó ông Mousavi cũng đã chỉ trích cuộc bầu cử là "trò hề". Theo phe ông Mossavi, ứng cử viên ôn hoà về đầu với gần 60% phiếu. Theo một số nhà phân tích, số đông người đi bầu có thể sẽ không đem lại kết quả tốt cho Mamoud Ahmedinejad.
Cả ba đối thủ của đương kim Tổng thống Mahmoud Ahmedinejad, đều kêu gọi Lãnh tụ tối cao Ayatollah Ali Khamenei hãy ngăn chặn việc gian lận. Ông Mousavi than phiền với một cơ quan thông tấn Iran rằng một vài người đại diện của ông đã bị ngăn không cho tới một số phòng phiếu, khiến họ không theo dõi hoạt động bầu cử được. Phe đối lập cũng đã lên tiếng cáo buộc ông Ahmadinejad sử dụng nguồn lực của chính phủ để duy trì quyền lực khi ông dùng xe của nhà nước chuyên chở những người ủng hộ tới những buổi thuyết trình do ông chủ trì 
Trong một tuyên bố trên trang web riêng, ông Mousavi đã phản đối mạnh mẽ những vi phạm trắng trợn trong cuộc bầu cử tổng thống. Trước đó, tại cuộc họp báo tự tuyên bố thắng cử hôm thứ 6, ứng cử viên này đã đưa ra những dấu hiệu bất thường của cuộc bầu cử, như thiếu phiếu bầu và phòng bỏ phiếu đóng cửa quá sớm.
Cơ quan lập pháp cao nhất Iran nói họ đang phải điều tra 646 đơn khiếu nại của ba ứng viên thất cử trong cuộc bầu cử Tổng thống trong khi ngày càng có thêm các nhà hoạt động, chính trị gia và các phóng viên bị bắt lúc các cuộc biểu tình tiếp diễn.
Lãnh tụ tối cao của chế độ Hồi giáo Iran, giáo chủ Khamenei, người gián tiếp ủng hộ Ahmadinejad đã gọi kết quả bầu cử là "ngày hội lớn". Ông Khamenei kêu gọi người dân Iran bình tĩnh và tránh các hành động khiêu khích. Lãnh tụ tối cao của Iran nói: "Kẻ thù muốn lấy đi niềm vui của bữa tiệc này bằng những hành động khiêu khích mang mục đích xấu".
Sau khi giáo chủ Hồi giáo Ali Khamenei tỏ ý cảnh cáo đoàn biểu tình, cảnh sát đã được điều đến để trấn áp bằng bạo lực những người biểu tình. Đã có người bị giết.. Trong số những người bị bắn chết có cô gái Neda Agha-Soltan, đã trở thành biểu tượng của phong trào đối lập..
Hàng trăm ngàn người ủng hộ phe đối lập đã đổ ra các đường phố thủ đô Tehran của Iran để phản đối kết quả cuộc bầu cử Tổng thống và đám đông kéo dài tới 9 km. Một số lãnh đạo biểu tình đã bị bắt và Chính quyền Tehran tiếp tục trấn áp báo chí nước ngoài, trong đó có việc trục xuất phóng viên BBC Jon Leyne trong khi Tổ chức Nhà báo không Biên giới cho biết 23 nhà báo và blogger địa phương đã bị bắt trong tuần qua.

### Phản ứng trong nước
Để đối phó với những cuộc biểu tình của phe đối lập, chính quyền Ahmadinjad đã hạn chế không cho các phóng viên nước ngoài đưa tin nên không rõ số người bị thương và bị bắt. Ngoài ra, chính quyền Hồi giáo Iran còn tìm cách khống chế, kiểm duyệt các trang Web và Blog cá nhân của những người phản đối.  
Một quan chức Israel cho biết chiến thắng của ông Mahmoud Ahmadinejad là "rất đáng lo ngại" đối với Israel. Ông này nói: "Đây là một diễn biến rất đáng lo ngại, vì ông Ahmadinejad là ứng cử viên hiếu chiến nhất, và điều này có thể sẽ chỉ dẫn Iran tới một cuộc đối đầu với thế giới phương Tây".

### Phản ứng quốc tế
Ngày 22/06 Thủ tướng Đức là bà Angela Merkel đã nói rằng:
"Nhân quyền và quyền công dân là không thể tách rời nên người Đức ủng hộ các đoàn biểu tình hòa bình ở Iran khi họ dùng quyền tự do ngôn luận để tụ họp và thực hiện quyền của họ."
Thủ tướng Angela Merkel cũng yêu cầu chính quyền Iran để báo chí, truyền thông được tự do đưa tin và không dùng vũ lực chống lại người biểu tình và hãy thả hết các thành viên phe đối lập.

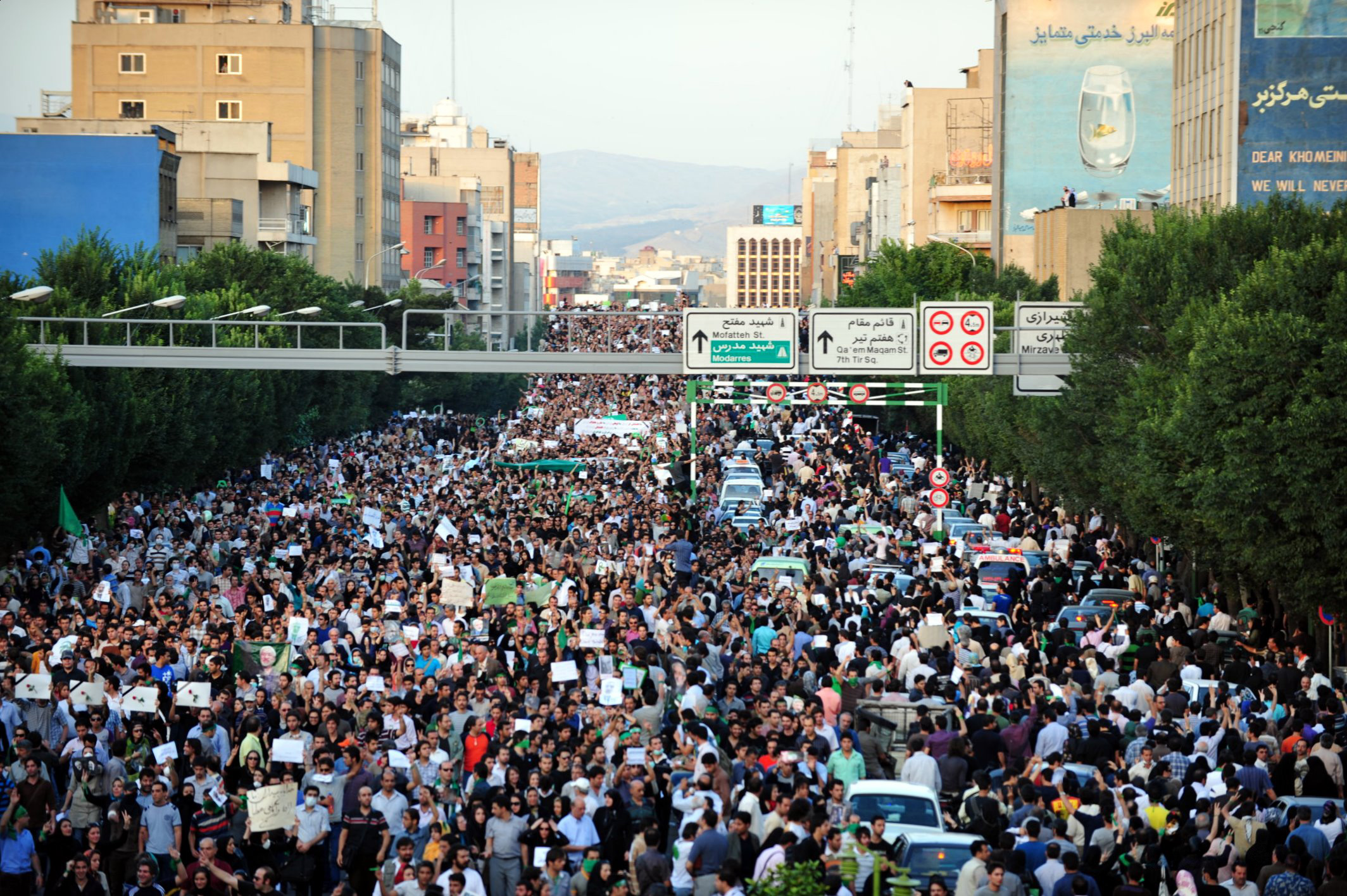
Những người ủng hộ ông Mousavi tại quảng trường Haft-e Tir tại Tehran trong ngày biểu tình thứ 5

Thứ trưởng Ngoại giao Israel, ông Danny Ayalon, cho rằng kết quả bầu cử tại Iran cho thấy mối đe dọa của Iran đối với thế giới ngày càng trở nên mạnh mẽ hơn. Chính phủ Mỹ ngày 13/6/2009 đã tuyên bố đang điều tra về những cáo buộc gian lận bầu cử và không công nhận việc Ahmadinejad thắng thêm 1 nhiệm kỳ 4 năm.